# Odenburg (Colbitz)
Die Odenburg ist eine abgegangene Niederungsburg aus dem Frühmittelalter in der Gemarkung Colbitz im Landkreis Börde in Sachsen-Anhalt.

## Geschichte
Wahrscheinlich entstanden erste Vorläufer der Burganlage zur Zeit der Sachsenkriege Karls des Großen (772 bis 804). Um sich gegen Einfälle von Sachsen oder Slawen zu schützen, wurden entsprechende Schutzburgen errichtet. Dabei handelte es sich oft um so genannte Motten (Turmhügelburg). Hierfür wurde – oft in einem Moor – ein kreisförmiger Wassergraben ausgehoben. Mit dem Aushub wurde im Inneren des entstandenen Grabenkreises ein Turmhügel aufgeschüttet, auf dem die eigentliche Burg erbaut wurde. Um die Burg wurden Palisaden errichtet, welche die Wehrhaftigkeit der Anlage weiter erhöhten.
In der Tat befand sich an der Burgstelle bis in die 1930er Jahre hinein ein ausgedehntes Moor, das vom Hägebach durchschnitten und entwässert wurde. Mit der Inbetriebnahme des Colbitzer Wasserwerks und der sich daraus ergebenen Absenkung des Grundwasserspiegels fiel das Moor trocken.
Über das Ende der Burg ist nichts bekannt. Erhalten geblieben ist lediglich der künstlich aufgeschüttete Burghügel. 1700 Meter nordwestlich des Hügels trägt ein Flurstück den Namen „Arneburg“, der wahrscheinlich durch Lautverschiebungen aus „Odenburg“ entstanden ist. Der Name bezeichnet entweder ein zur Burg gehöriges, wüstes Dorf oder aber schlicht zur Burg gehörige Felder.
Auch in mehreren umliegenden Dörfern finden sich Reste ehemaliger Turmhügelburgen, so in Dolle, Rogätz und Meseberg.

## Die Sage vom Burggrafen
In der Burg soll ein Graf von der Odenburg gelebt haben, der bei der Zerstörung seiner Burg im Kampf dem Heeres-Astrologen der feindlichen Truppen das Gemächt abtrennte und von diesem verflucht sowie mit einem Bann belegt wurde. Nach den Erzählungen kann der Graf nicht sterben, bis die Odenburg wieder neu erbaut worden ist. Die Unsterblichkeit soll sich auch auf jene übertragen, die dem Grafen Treue bis in den Tod schwören. Er lebt als Räuberhauptmann in den Wäldern um die wüste Odenburg zusammen mit einem Mönch, einem alten Landsknecht und einem Spielmann. Es gibt mehrere Erzählungen darüber, dass diese als Wegelagerer betrügerische Handelsleute und Steuereintreiber überfallen und ausgenommen haben sollen. In Vollmondnächten sendet der Graf seine drei Gefährten in die umliegenden Dörfer, um neue Gefolgsleute zu werben. Diese müssen sich seiner Räuberbande anschließen und beim Bau der neuen Odenburg behilflich sein. Wenn diese den Treueschwur auf den Odenburg leisten, können sie nur durch den Tod des Grafen erlöst werden.